# Мускатне
Муска́тне (до 1945 року — Адаргин; крим. Adarğın) — село Курманського району Автономної Республіки Крим.